# Centrale de la Hart-Jaune
La centrale de la Hart-Jaune est une centrale hydroélectrique et un barrage d'Hydro-Québec érigés sur la rivière Hart-Jaune, dans la région administrative de la Côte-Nord, au Québec. Cette centrale, d'une puissance installée de 50 MW, a été mise en service en 1960. Elle desservait la ville minière de Gagnon (Québec).
La production d'électricité de la centrale servait à l'origine à alimenter cette ville et les installations de la Compagnie Minière Québec Cartier, situées à proximité. Avec la fermeture la mine et de la ville, la centrale devint propriété d'Hydro-Québec. Elle est maintenant raccordée au réseau de transport d'électricité québécois par une ligne à 161 kilovolts de 135 km de longueur, la reliant au poste Normand près de Fermont.